# Robert Houben
Robert Joseph Houben (Sint-Niklaas, 5 mei 1905 - Kortenberg, 11 april 1992) was een Belgisch politicus en minister voor de CVP.

## Biografie
Robert Houben volgde humaniora aan het Klein Seminarie van Sint-Niklaas en promoveerde in 1929 tot doctor in de rechten aan de Katholieke Universiteit Leuven, waarna hij van 1929 tot 1934 actief was als advocaat. Vervolgens was hij van 1934 tot 1945 directeur van de juridische dienst van het ministerie van Arbeid en Sociale Voorzorg, van 1934 tot 1935 kabinetssecretaris van ministers van Arbeid Philip Van Isacker en Edmond Rubbens, van 1940 tot 1944 kabinetschef van de secretarissen-generaal van Arbeid en in 1945 enkele maanden kabinetssecretaris van minister van Oorlogsslachtoffers Henri Pauwels.
Van 1945 tot 1947 was hij adjunct-secretaris van de CVP-studiedienst CEPESS, waarvan hij vanaf 1947 de directeur en vanaf 1973 de afgevaardigd beheerder van was. Van 1947 tot 1952 was hij daarnaast ook nationaal secretaris van de CVP en van 1950 tot 1970 docent arbeidsrecht en buitengewoon hoogleraar aan de Katholieke Universiteit van Leuven.
Van 1952 tot 1974 zetelde Houben voor de CVP in de Senaat: van 1952 tot 1971 als provinciaal senator voor Brabant en van 1971 tot 1974 als gecoöpteerd senator. In de periode december 1971-maart 1974 had hij als gevolg van het toen bestaande dubbelmandaat ook zitting in de Cultuurraad voor de Nederlandse Cultuurgemeenschap, die op 7 december 1971 werd geïnstalleerd en de verre voorloper is van het Vlaams Parlement.
Van juni tot november 1958 was hij minister van Volksgezondheid en Gezin in de regering-G. Eyskens II. In deze functie was hij een van de ontwerpers van het Schoolpact. Daarna was hij van 1966 tot 1972 de laatste partijvoorzitter van de unitaire CVP-PSC. Nadat de CVP en de PSC in 1969 afzonderlijke partijen werden, werd Houben overkoepelend voorzitter van beide partijen. In november 1972 nam hij ontslag uit deze functie, waarna er geen opvolger meer werd aangesteld. Drie jaar eerder, in 1969, werd Robert Houben benoemd tot minister van Staat.
Op communautair vlak was Houben staatsbehoudend en unitair Belgisch. Hij was een voorstander van decentralisatie naar de provincies, wat federalisme volgens hem overbodig maakte. Na zijn actieve politieke loopbaan werd hij in 1982 voorzitter van het Studiecentrum Politieke Instellingen dat zijn naam droeg. Dit studiecentrum voerde campagne tegen een te verregaande en te ondoordachte regionalisering.